# Chantal Dällenbach
Chantal Dällenbach (geboren als Chantal Fontaine; Saint Denis, 24 oktober 1962) is een voormalige Franse langeafstandsloopster. Ze werd drievoudig Frans kampioene op de marathon. Naast de Franse beschikt Dällenbach ook over de Zwitserse nationaliteit. Zij nam voor Frankrijk eenmaal deel aan de Olympische Spelen, maar slaagde er bij die gelegenheid niet in om de finale te bereiken.

## Loopbaan
Met haar tijd van 2:28.27 op de marathon, waarmee ze in 2002 vierde werd op de marathon van Parijs, is Dällenbach Frans recordhoudster. In haar tweede vaderland veroverde zij vijf Zwitserse titels op de 10.000 m.
In 2002 won Dällenbach de Jungfrau Marathon en in 2001 won ze de 20 km van Parijs in 1:10.50.
In 2006 kwam er een voortijdig eind aan de atletiekcarrière van Chantal Dällenbach, nadat zij aan het einde van 2005 een infectie had opgelopen die was veroorzaakt door het chinkungunya virus. Gedurende vier maanden leed Dällenbach aan helse pijnen in haar gewrichten, knie en vingers. Ze kon hierdoor niet staan of zitten. Uiteindelijk genas zij van deze ziekte, maar met haar knie kwam het nooit meer helemaal goed, waardoor zij werd gedwongen om een punt te zetten achter haar hardloopactiviteiten.

## Titels
- Frans kampioene 10.000 m - 1996
- Frans kampioene 10 km - 1996, 2001
- Frans kampioene halve marathon - 1998, 2000
- Frans kampioene marathon - 1995, 2000, 2001
- Frans kampioene berglopen - 2000
- Zwitsers kampioene 1500 m - 1997
- Zwitsers kampioene 5000 m - 1997
- Zwitsers kampioene 10.000 m - 1995, 1999, 2000, 2003, 2004
- Zwitsers kampioene halve marathon - 1997, 2001
- Zwitsers kampioene berglopen - 1999

## Persoonlijke records
Baan
| Onderdeel      | Prestatie | Datum        | Plaats               |
| -------------- | --------- | ------------ | -------------------- |
| 3000 m         | 8.59,91   | 16 juli 1997 | Nice                 |
| 5000 m         | 15.27,04  | 2 juni 1997  | Saint-Denis          |
| 10.000 m       | 32.06,99  | 15 juni 1996 | La Celle-Saint-Cloud |
| 3000 m steeple | 10.12,94  | 27 juli 2000 | Castres              |

Weg
| Onderdeel      | Prestatie        | Datum            | Plaats       |
| -------------- | ---------------- | ---------------- | ------------ |
| 10 km          | 32.51 (Zw. NR)   | 31 maart 2002    | La Courneuve |
| 20 km          | 1:07.37 (Zw. NR) | 13 oktober 2002  | Parijs       |
| halve marathon | 1:12.34          | 2 september 2000 | Rijsel       |
| marathon       | 2:28.27 (NR)     | 7 april 2002     | Parijs       |

## Palmares

### 5000 m
- 1996:  Franse kamp. in Evry-Bondoufle - 15.36,04
- 1997:  Zwitserse kamp. in Basel - 15.45,92
- 1998:  Franse kamp. in Dijon - 15.50,70
- 1998:  Zwitserse kamp. in Frauenfeld - 16.29,57

### 10.000 m
- 1995:  Zwitserse kamp. Affoltern - 34.50,74
- 1996:  Franse kamp. in La Celle St. Cloud - 32.06,99
- 1996: 15e in serie OS - 33.22,35
- 1997: 14e WK - 32.51,20
- 1999:  Zwitserse kamp. in Sion - 35.13,99
- 2000:  Europacup B in in Lissabon - 32.40,21
- 2000:  Zwitserse kamp. in Delémont - 34.52,37
- 2003:  Zwitserse kamp. in Langenthal - 34.31,60
- 2004:  Zwitserse kamp. in Langenthal - 35.03,09

### 5 km
- 1997:  Schweizer Frauenlauf in Bern - 15.51,8
- 2002:  Corrida d’Octodure in Martigny - 17.14,5

### 10 km
- 1996:  Jogging des Notaires in Parijs - 33.42
- 1996:  Franse kamp. in Arras - 33.32
- 1998:  Jogging des Notaires in Parijs - 33.51
- 1999: 5e Nice - 34.24
- 1999: 5e Franse kamp. in Melun - 33.38
- 1999:  Lille - 33.43
- 2000:  St Cyprien - 34.20
- 2001:  Corrida van Houilles - 34.10
- 2001:  Franse kamp. in Chalons-en-Champagne - 34.14
- 2002:  Prom Classic in Nice - 33.54
- 2002:  Rilleux la Pape - 36.36
- 2002:  Toulouse - 35.33
- 2002:  Viriat - 34.59
- 2003:  Prom Classic in Nice - 34.40
- 2003:  Leucate - 33.19
- 2003:  European Veteran's Championships in Upice - 35.40

### 15 km
- 1996:  Avbob in Table View - 56.10
- 2000: 4e Kerzerslauf - 52.32,7
- 2001:  Kerzerslauf - 53.50,1
- 2002:  Kerzerslauf - 52.00,6
- 2002:  Lavaur - 48.19

### 10 Eng. mijl
- 1997:  Grand Prix von Bern - 56.13,1
- 2004:  Grand Prix von Bern - 57.01,1

### 20 km
- 2000:  Maroilles - 1:14.57
- 2000:  Tarascon-Foix - 1:15.15
- 2001:  20 km van Parijs - 1:10.50
- 2002: 4e 20 km van Parijs - 1:07.39

### halve marathon
- 1995: 4e Franse kamp. in Lille - 1:13.37
- 1995: 33e WK in Belfort - 1:14.12
- 1996: 5e halve marathon van Nice - 1:14.54
- 1996: 4e halve marathon van Vitry-sur-Seine - 1:14.35
- 1996:  Franse kamp. in Perpignan - 1:15.44
- 1997:  halve marathon van Marrakech - 1:10.56
- 1997: 4e halve marathon van Parijs - 1:12.06
- 1997:  Zwitserse kamp. in Thun - 1:14.07
- 1998:  halve marathon van Lille - 1:14.08
- 1998:  halve marathon van Grenoble - 1:13.03
- 1998: DNF WK in Uster
- 1999:  halve marathon van Parijs - 1:12.54
- 1999:  Zwitserse kamp. in Brittnau - 1:14.18 (2e overall)
- 1999: 6e Franse kamp. in Vannes - 1:16.28
- 1999:  halve marathon van St Denis - 1:14.39
- 2000:  Franse kamp. in Phalempin - 1:13.08
- 2000: 4e halve marathon van Lille - 1:12.34
- 2001:  halve marathon van Bourg en Bresse - 1:13.31
- 2001:  Zwitserse kamp. in Payerne - 1:14.14
- 2001:  halve marathon van Rennes - 1:15.18
- 2002: 33e WK in Brussel - 1:12.50
- 2003:  halve marathon van Vecindario - 1:16.38
- 2003:  halve marathon van Upice - 1:18.59

### marathon
- 1995:  Franse kamp. in Worben - 2:49.07 (3e overall)
- 1995:  Franse kamp. in Cherbourg - 2:38.47 (1e overall)
- 1999: 10e marathon van Reims - 2:43.04
- 2000: 7e marathon van Parijs - 2:33.48
- 2000: 10e marathon van Berlijn - 2:33.56
- 2000:  Franse kamp in Reims - 2:33.34 (1e overall)
- 2001: 8e marathon van Parijs - 2:37.08
- 2001:  Franse kamp. in Saint Sylvain d'Anjou - 2:34.19
- 2002: 11e marathon van Hamburg - 2:41.15
- 2002: 4e marathon van Parijs - 2:28.27
- 2002: 4e marathon van Monaco - 2:40.28
- 2002:  marathon van Lausanne - 2:30.24
- 2002:  Jungfrau Marathon - 3:25.18
- 2002: 4e marathon van Monte Carlo - 2:40.29
- 2002: DQ EK
- 2003: 11e marathon van Hamburg - 2:41.15

### veldlopen
- 1997: 73e WK (lange afstand) in Turijn - 22.42
- 1998: 57e WK (lange afstand) in Marrakech - 28.20
- 1998: 18e EK in Ferrara - 19.06
- 1999: 46e WK (lange afstand) in Belfast - 30.25
- 2001: 73e WK (lange afstand) in Oostende - 32.33